# Anillo ordenado
En álgebra abstracta, un anillo ordenado es una clase de anillo que cumple una relación binaria de orden total.
Los anillos ordenados son estructuras algebraicas propias de los conjuntos de números más comunes. Algunos ejemplos incluyen los enteros, los racionales y los reales. (Los racionales y los reales son, de hecho, cuerpos ordenados). Por otro lado, los números complejos no forman un anillo ordenado (o cuerpo).

## Definiciones
Estrictamente,un anillo ordenado es un anillo conmutativo {\displaystyle R} con un orden total {\displaystyle \leq } tal que
- si {\displaystyle a\leq b} y {\displaystyle c\in R}, entonces {\displaystyle a+c\leq b+c}

- si {\displaystyle 0\leq a} y {\displaystyle 0\leq b}, entonces {\displaystyle 0\leq ab}

Análogamente con los números ordinarios, decimos que un elemento c de un anillo ordenado es positivo si {\displaystyle 0\leq c,c\neq 0} y negativo si {\displaystyle c\leq 0,c\neq 0}. El conjunto de los elementos positivos en un anillo {\displaystyle R} suele ser denotado por {\displaystyle R_{+}}.
Si {\displaystyle a} es un elemento de un anillo ordenado {\displaystyle R}, entonces el valor absoluto de {\displaystyle a}, denotado por {\displaystyle |a|}, se define de la siguiente forma:
{\displaystyle |a|:={\begin{cases}a,&{\mbox{si }}0\leq a\\-a,&{\mbox{en otro caso}}\end{cases}}}
donde {\displaystyle -a} es el opuesto de {\displaystyle a} y {\displaystyle 0} es el elemento neutro.

## Propiedades básicas
- Si {\displaystyle a\leq b} y {\displaystyle 0\leq c}, entonces {\displaystyle ac\leq bc.} Esta propiedad, a veces, se utiliza para definir anillos ordenados en lugar de la segunda propiedad en la definición de más arriba.
- Si {\displaystyle a,b\in R}, entonces {\displaystyle |ab|=|a||b|.}
- Un anillo ordenado no trivial es infinito.
- Si {\displaystyle a\in R}, entonces o {\displaystyle a\in R_{+}}, o {\displaystyle -a\in R_{+}}, o {\displaystyle a=0\,.} Esta propiedad se deriva del hecho que los anillos ordenados son abelianos, con orden total respecto la suma.
- Un anillo ordenado {\displaystyle R} no tiene divisores de cero si y solo si {\displaystyle R_{+}} es cerrado respecto el producto, es decir, {\displaystyle ab} es positivo si ambos {\displaystyle a} y {\displaystyle b} son positivos.

## Ejemplos
- Los números enteros {\displaystyle \mathbb {Z} }, racionales {\displaystyle \mathbb {Q} } y reales {\displaystyle \mathbb {R} } son todos ellos anillos ordendos, los dos últimos además cuerpos ordenados.
- Sin embargo, los números complejos {\displaystyle \mathbb {C} } no forman un anillo ordenado, por lo que se puede clasificar a los números complejos diferentes de cero en positivos o negativos.